# بليك إليوت
بليك إليوت (بالإنجليزية: Blake Elliott)‏ هو لاعب كرة قدم أمريكية أمريكي، ولد في 19 فبراير 1981.